# Gerhard Purann
Gerhard Purann (16 de mayo de 1918-1944) fue un deportista alemán que compitió en ciclismo en la modalidad de pista. Ganó una medalla de bronce en el Campeonato Mundial de Ciclismo en Pista de 1939, en la prueba de velocidad individual.

## Medallero internacional
| Campeonato Mundial | Campeonato Mundial | Campeonato Mundial | Campeonato Mundial       |
| Año                | Lugar              | Medalla            | Competición              |
| ------------------ | ------------------ | ------------------ | ------------------------ |
| 1939               | Milán (Italia)     | Medalla de bronce  | Velocidad individual (A) |